# Lijst van rijksmonumenten in Hof van Twente
De gemeente Hof van Twente telt 390 inschrijvingen in het rijksmonumentenregister, hieronder een overzicht. 

## Azelo
De plaats Azelo telt 6 inschrijvingen in het rijksmonumentenregister.
| Object | Oorspronkelijke functie?                | Bouwjaar | Architect | Locatie                  | Coördinaten?                  | Nr.?   | Afbeelding        |
| --- | --------------------------------------- | -------- | --------- | ------------------------ | ----------------------------- | ------ | ----------------- |
| Veldmeijer: Kleine boerderij van het hallehuistype opgetrokken in bruine baksteen onder een afgewolfd zadeldak met rode Hollandse pannen en eenvoudige windveren                                                                                             | Boerderij                               | 1894     |           | Schievenweg 3            | 52° 17' 38" NB, 6° 42' 23" OL | 507799 | Meer afbeeldingen |
| Schuur Veldmeijer: houten veeschuurtje op plint van Bentheimer steen onder sterk overstekend wolfdak met rode Hollandse pannen en eenvoudige windveren. In de oostgevel een opgeklampte deur en in de overige gevels verschillende rechtgesloten venstertjes | Boerderij                               | 1894     |           | Schievenweg 3            | 52° 17' 38" NB, 6° 42' 23" OL | 507800 | Upload foto       |
| Dubbelinks Havezathe: grote boerderij van het hallehuistype aan de rand van het bos gelegen, behorend bij het landgoed Twickel | Boerderij                               | 1838     |           | Meijerinkveldkampsweg 10 | 52° 17' 15" NB, 6° 42' 55" OL | 507809 | Meer afbeeldingen |
| Dubbelinks bakspieker: Bakspieker in vakwerk. Gebouwtje van eenvoudige doch harmonische architectuur en van oudheidkundige waarde | Bijgebouw bij Havezathe                 |          |           | Meijerinkveldkampsweg 6  | 52° 17' 19" NB, 6° 42' 55" OL | 7542   | Meer afbeeldingen |
| Meistershoes: pand onder pannen schilddak. Het middengedeelte met natuurstenen omlijsting van deur, bovenlicht en beide vensters is het oudste; links en rechts latere aanbouwen                                                                             | woonhuis van de schoolmeester van Azelo | 18e eeuw |           | Meijerinkveldkampsweg 8  | 52° 17' 17" NB, 6° 42' 53" OL | 7544   | Meer afbeeldingen |
| Boerderij "Braamhaar" met bovenkamer. In voorgevel twee 35-ruitsramen. Houten geveltoppen | Boerderij                               |          |           | Oude Veenweg 1           | 52° 18' 24" NB, 6° 41' 34" OL | 7552   | Meer afbeeldingen |

## Delden
De plaats Delden telt 49 inschrijvingen in het rijksmonumentenregister. Zie Lijst van rijksmonumenten in Delden voor een overzicht.

## Deldenerbroek
De plaats Deldenerbroek telt 17 inschrijvingen in het rijksmonumentenregister. Zie Lijst van rijksmonumenten in Deldenerbroek voor een overzicht.

## Deldeneresch
De plaats Deldeneresch telt 82 inschrijvingen in het rijksmonumentenregister. Zie Lijst van rijksmonumenten in Deldeneresch voor een overzicht.

## Diepenheim
De plaats Diepenheim telt 108 inschrijvingen in het rijksmonumentenregister. Zie Lijst van rijksmonumenten in Diepenheim voor een overzicht.

## Elsen
De plaats Elsen telt 23 inschrijvingen in het rijksmonumentenregister. Zie Lijst van rijksmonumenten in Elsen voor een overzicht.

## Goor
De plaats Goor telt 9 inschrijvingen in het rijksmonumentenregister. Zie Lijst van rijksmonumenten in Goor voor een overzicht.

## Herike
De plaats Herike telt 11 inschrijvingen in het rijksmonumentenregister. Zie Lijst van rijksmonumenten in Herike voor een overzicht.

## Kerspel Goor
De buurtschap Kerspel Goor telt 55 inschrijvingen in het rijksmonumentenregister. Zie Lijst van rijksmonumenten in Kerspel Goor voor een overzicht. Deze lijst vertoont aardig wat overlappingen met de overeenko'mstige lijst van Goor.

## Markelo
De plaats Markelo telt 11 inschrijvingen in het rijksmonumentenregister. Zie Lijst van rijksmonumenten in Markelo voor een overzicht.

## Stokkum
De plaats Stokkum telt 5 inschrijvingen in het rijksmonumentenregister.
| Object | Oorspronkelijke functie? | Bouwjaar                | Architect | Locatie         | Coördinaten?                  | Nr.?   | Afbeelding        |
| --- | ------------------------ | ----------------------- | --------- | --------------- | ----------------------------- | ------ | ----------------- |
| Viersprong | Horeca                   | 1838 (gevelsteen)       |           | Lochemseweg 1   | 52° 11' 46" NB, 6° 30' 58" OL | 28132  | Meer afbeeldingen |
| Boerderij onder een met riet en pannen gedekt schilddak | Boerderij                |                         |           | Stationsweg 1   | 52° 13' 44" NB, 6° 30' 2" OL  | 28136  | Meer afbeeldingen |
| Grote boerderij onder rieten schilddak, de langsdakvlakken gedeeltelijk met pannen gedekt. Voorgevel bestaande uit deur met 6-ruits bovenlicht, een 16 ruits raam en twee 9-ruits ramen, alle met luiken behangen | Boerderij                |                         |           | Sligsweg 2      | 52° 12' 44" NB, 6° 30' 21" OL | 28143  | Meer afbeeldingen |
| Schuur | Boerderij                | vroeg 19e eeuw of ouder |           | Stokkumerweg 69 | 52° 12' 53" NB, 6° 30' 37" OL | 46796  | Meer afbeeldingen |
| Boerderij "Koenderink" van het hallehuistype waarvan het woonhuis in 1910 is verlengd zodat er een krukhuis ontstond                                                                                              | Boerderij                | 1849                    |           | Stationsweg 2   | 52° 13' 45" NB, 6° 29' 56" OL | 507984 | Meer afbeeldingen |

## Wiene
De plaats Wiene telt 8 inschrijvingen in het rijksmonumentenregister. Zie Lijst van rijksmonumenten in Wiene voor een overzicht.

## Woolde
Het deel van de buurtschap Woolde ten westen van de A35 telt 4 inschrijvingen in het rijksmonumentenregister.
| Object                        | Oorspronkelijke functie?  | Bouwjaar | Architect | Locatie       | Coördinaten?                  | Nr.?   | Afbeelding        |
| ----------------------------- | ------------------------- | -------- | --------- | ------------- | ----------------------------- | ------ | ----------------- |
| Boerderij "Nieuw Buren"       | Boerderij                 |          |           | Spiekerweg 20 | 52° 16' 35" NB, 6° 44' 36" OL | 21527  | Meer afbeeldingen |
| Erve de Haar                  | Bijgebouwen kastelen enz. | ca. 1860 |           | Petzoldweg    | 52° 16' 9" NB, 6° 44' 16" OL  | 512271 | Meer afbeeldingen |
| Boerderij "Arke" met schuur   | Bijgebouwen kastelen enz. | ca. 1860 |           | Petzoldweg    | 52° 16' 15" NB, 6° 44' 15" OL | 512272 | Meer afbeeldingen |
| Boerderij "Delta" met schuren | Bijgebouwen kastelen enz. | 19e eeuw |           | Petzoldweg 1  | 52° 15' 59" NB, 6° 44' 25" OL | 512273 | Meer afbeeldingen |

## Zeldam
De plaats Zeldam telt 4 inschrijvingen in het rijksmonumentenregister.
| Object | Oorspronkelijke functie? | Bouwjaar               | Architect | Locatie         | Coördinaten?                  | Nr.? | Afbeelding        |
| --- | ------------------------ | ---------------------- | --------- | --------------- | ----------------------------- | ---- | ----------------- |
| Boerderijcomplex "De Posse" | Boerderij                | laatste helft 19e eeuw |           | Oude Postweg 1  | 52° 14' 17" NB, 6° 36' 57" OL | 7546 | Meer afbeeldingen |
| Woonhuis met klein bedrijfsgedeelte. In verlengde van de voorgevel een dwarshuis aangebouwd. Gedekt met pannen. Bij voorgevel een zandstenen put met haalboom | Boerderij                |                        |           | Rijksweg 5      | 52° 15' 1" NB, 6° 38' 42" OL  | 7553 | Meer afbeeldingen |
| Erve "Hagreis"; boerderij met bovenkamer. Dak gedeeltelijk met riet en gedeeltelijk met pannen gedekt. Drie houten geveltop beschietingen                     | Boerderij                |                        |           | Dieckertsweg 1  | 52° 15' 57" NB, 6° 37' 16" OL | 7555 | Meer afbeeldingen |
| "Grote Vaarhorst"; boerderij met bovenkamer. Dak gedeeltelijk met riet en gedeeltelijk met pannen gedekt. Houten geveltop beschietingen                       | Boerderij                | 1745 (put)             |           | Oude Postweg 11 | 52° 14' 34" NB, 6° 37' 0" OL  | 7556 | Meer afbeeldingen |

Almelo ·
Borne ·
Dalfsen ·
Deventer ·
Dinkelland ·
Enschede ·
Haaksbergen ·
Hardenberg ·
Hellendoorn ·
Hengelo ·
Hof van Twente ·
Kampen ·
Losser ·
Oldenzaal ·
Olst-Wijhe ·
Ommen ·
Raalte ·
Rijssen-Holten ·
Staphorst ·
Steenwijkerland ·
Tubbergen ·
Twenterand ·
Wierden ·
Zwartewaterland ·
Zwolle